# Manuel Luís Loureiro
Manuel Luís Loureiro (Viana do Alentejo – Viana do Alentejo, 9 de Abril de 1712) foi um boticário e escritor português.

## Biografia
Foi muito estudioso da História Sagrada e profana.
Escreveu e deixou manuscrito o seguinte trabalho:
- Extracto místico dos ditos dos filósofos antigos, e autoridades dos Santos Padres, e de muitos diversos autores[1]